# A Free Ride (film 1915)
(Didascalia introduttiva del cortometraggio.)
A Free Ride (tradotto in italiano Un giro gratuito e conosciuto anche con il nome di A Grass Sandwich) è un cortometraggio muto del 1915. L'opera, firmata anonimamente da "A Wise Guy" ("Un ragazzo saggio") e prodotta dalla Gay Paree Picture Co.
È considerato dalla critica cinematografica il primo film pornografico realizzato negli Stati Uniti d'America, dove sono raffigurati esplicitamente rapporti sessuali quali la fellatio, la penetrazione, atti di voyeurismo, urofilia, threesome e masturbazione. Una copia della pellicola è conservata nell'Istituto Kinsey a Bloomington, nell'Indiana. Nel 2002 il cortometraggio è stato presentato al Museo del Sesso di New York.

## Trama
Il cortometraggio inizia con un ragazzo che offre un passaggio in auto a due donne, quest'ultime inizialmente restie ad accettare. Una volta salite in macchina, l'uomo inizia a palpare i seni delle due ragazze, che sembrano dapprima rifiutare le avance di quest'ultimo, quando iniziano le stesse a provarne piacere. A questo punto, egli si allontana un attimo per urinare, non accorgendosi di essere spiato dalle due donne, che iniziano a provare piacere nel vedere la minzione dell'uomo; terminato l'atto, le ragazze tornano in macchina prima di essere scoperte. Al suo ritorno, le donne si allontano nello stesso punto per lo stesso motivo, così il ragazzo decide di seguirle per spiarle. Alla vista delle due nell'atto di minzione l'uomo si eccita, ed inizia a toccarsi le parti intime prima di ritornare in macchina per non essere scoperto.
Una volta tornate, Mike (prima di allora il film non rivela il suo nome) offre da bere alle ragazze con l'intento, probabilmente, di farle ubriacare per approfittarsi di loro; dopo aver bevuto l'uomo invita una di loro a seguirlo nel bosco. Una volta arrivati, i due iniziano a baciarsi mentre si palpeggiano a vicenda e si masturbano reciprocamente, intanto, l'altra ragazza va sul posto per spiarli. I due iniziano a congiungersi praticando la posizione del missionario, mentre l'altra donna, eccitata alla vista libidinosa degli spasimanti, dapprima si masturba e successivamente si unisce ai due facendosi penetrare da dietro.
Terminato l'atto sessuale e subito dopo la didascalia che cita ― "Ripetiamo che "gli uomini sono uomini" negli spazi aperti." ― i tre continuano a copulare con le donne completamente nude, che si gettano sopra il ragazzo disteso a terra, prima di finire l'atto con una di loro che pratica del sesso orale sull'uomo. Il cortometraggio termina con i tre che si allontanano dal luogo.